# Prix Thorlet
Le prix Thorlet, de la fondation du même nom, est un « prix de soutien à la création littéraire. Les revenus de la fondation sont attribués pour des prix de vertu, des prix d’encouragement pour des œuvres sociales ou d'érudition d'histoire ou d'art, en particulier de peinture, remis sur proposition de chacune des cinq académies » de l'Institut de France.

## Lauréats de l'Académie française
- 1951 : Pierre de Sornay pour Isle de France-Ile Maurice[2].
- 1952 : Mme Vérine (1883-1959) pour l'ensemble de son œuvre littéraire et sociale[3].
- 1954 : Léo Poldès (1891-1970) [4].
- 1961 : Dr Joseph Picheire (1887-1978) pour Agde[5].

## Lauréats de l'Académie des inscriptions et belles-lettres
- 1933 : Vincent Flipo (1889-1933)[6].
- 1942 : George Cœdès[7].
- 1943 : Jacques Damourette pour ses travaux sur la langue française ancienne et moderne[8].
- 1944 : Albert Cuny pour l'ensemble de ses travaux linguistiques[9].
- 1945 : Ugo Monneret de Villard pour l'ensemble de ses travaux[10].
- 1946 : Louis Mercier pour l'ensemble de ses travaux[11].
- 1947 : P. Bernard pour l'ensemble de ses travaux de sinologie[12].
- 1948 : Édouard Michel pour l'ensemble de ses recherches sur la peinture française et flamande[13].
- 1949 : Mme Pierre Noailles pour l'ouvrage posthume de son mari, Fas et Jus[14].
- 1950 : Jean Scherer (1911-2001) pour Entretien d'Origène avec Héraclide[15].
- 1951 : Pierre Fournier pour ses travaux sur l'Auvergne[16].
- 1952 : Paul-Marie Duval pour ses recherches sur les Thermes de Paris[17].
- 1954 : Françoise Henri pour l'ensemble de ses travaux sur l'archéologie celtique et l'art irlandais[18].
- 1955[19] : 
  - Fernand Benoit pour Sarcophages paléochrétiens d'Arles et de Marseille.
  - Erwan Marec (1888-1968) pour ses travaux sur Hippone.
- 1956 : Mme Cantineau pour l’œuvre de son mari[20].
- 1958[21] : 
  - Gilbert Charles-Picard pour Les Trophées romains
  - Robert Étienne pour Le Culte impérial en Espagne.
- 1959 : Jacques Fontaine pour Isidore de Séville et la culture classique dans l’Espagne wisigothique[22].
- 2014 : Samuel Verdan[23].
- 2015 : Pierre-Vincent Claverie (1971-....) pour son ouvrage L’Ordre du Temple dans l’Orient des Croisades[24].

## Lauréats de l'Académie des sciences morales et politiques
- 1888 : Émile Anthoine (1831-1885) pour À travers nos écoles[25]
- 1922 : Association Marie-Thérèse[26].
- 1997 : Pierre Béhar[27].
- 2001 : Alexandre Berelowitch pour La hiérarchie des égaux. La noblesse russe d’Ancien Régime XVIe – XVIIe siècles[28].
- 2003 : Jacques Barrat (1942-2013), Dan Berindei, Jean-Paul Bled et Claudia Moisei pour Géopolitique de la Roumanie. Regards croisés[28].
- 2005 : Christophe Mirambeau (1968-....) pour Albert Willemetz, un regard dans le siècle[28].
- 2007 : Gérard Donnadieu (1935-....) pour Les religions au risque des sciences humaines[28].
- 2009 : Jocelyne Dakhlia pour Lingua franca. Histoire d’une langue métissée en Méditerranée[28].
- 2011 : Agnès Blanc pour son ouvrage La langue du roi est le français. Essai sur la construction juridique d’un principe d’unicité de langue de l’Etat royal (842-1789), Paris, L’Harmattan, 2010[29].
- 2012 : Jean-Claude Yon pour son ouvrage Une histoire du théâtre à Paris de la Révolution à la Grande Guerre, Paris, (Aubier), 2012[30].
- 2013 : Fondation « Un avenir ensemble » pour l’ensemble de son action[31].
- 2014 : Sandrine Voizot pour son ouvrage L’Après-crise en 60 leçons, Paris (Michalon), 2014[32].
- 2015 : Anne Piéjus pour son ouvrage Musique et dévotion à Rome à la fin de la Renaissance. Les Laudes de l’Oratoire, Turnhout (Brepols), 2013[33].
- 2017 : Fanny Cosandey pour son ouvrage Le rang. Préséances et hiérarchies dans la France d’Ancien Régime, Paris (Gallimard), 2016[34].

## Lauréats de l'Académie des beaux-arts
- 1923 : Jeanne Duportal[35]
- 1926 : Marcel Nicolle pour La Peinture française au musée du Prado[36].
- 1928 : Jeanne Duportal[35]
- 1931 : Jeanne Duportal pour le Catalogue manuscrit des gravures de la Bibliothèque de l’Institut[35]
- 1935 : Henry Nocq[37].
- 1936 : Robert Pitrou (1879-1963) pour La Vie de Mozart[38].
- 1969 : Fernand Benoit pour Art et dieux de la Gaule[39].
- 1988 : André Cariou[40].
- 2001 : Myriam Chimènes (1952-....) pour La vie musicale sous Vichy (ouvrage collectif)[41].
- 2003 : Lydia Harambourg pour les Monographies de peintres et sculpteurs modernes et contemporains[42].
- 2005 : Jean-Charles Hachet pour le Dictionnaire illustré des sculpteurs animaliers et fondeurs de l'antiquité à nos jours[43].
- 2007 : Gérard Denizeau pour Écrits théoriques de Jean Dewasne[44].
- 2009 : Cecilia Bione (1970-....) pour Centres culturels, architectures 1990-2011[45].
- 2011 : Christian Derouet (1945-....) pour l’ouvrage Zervos et Cahiers d’Art[46].

## Lauréats de l'Académie des sciences
- 1985 : Marcel Lesieur[47].
- 1991 : Dominique Bockelée-Morvan pour ses travaux sur la comète de Halley[48].